# رئيس رومانيا
رئيس رومانيا (Președintele României) هو رئيس الدولة في رومانيا. يتم انتخابه مباشرة عن طريق نظام الجولتين، ووفقًا لتعديل دستور رومانيا في عام 2003، يخدم لفترة ولاية مدتها خمس سنوات. يمكن للفرد أن يخدم فترتين قد تكونان متتاليتين. خلال فترة ولايته، لا يمكن للرئيس أن يكون عضوًا رسميًا في حزب سياسي. رئيس رومانيا هو القائد الأعلى للقوات المسلحة الرومانية.
تم إنشاء منصب الرئيس في عام 1974، عندما رفع الزعيم الشيوعي نيكولاي تشاوتشيسكو رئاسة مجلس الدولة إلى رئاسة تنفيذية كاملة. اتخذ المنصب شكله الحالي على مراحل بعد الثورة الرومانية، وتوج ذلك باعتماد الدستور الروماني الحالي في عام 1991.
يشغل إيلي بولوجان منصب الرئيس بالنيابة منذ 12 فبراير 2025، عندما استقال كلاوس يوهانيس.

## العهد الشيوعي
في العهد الشيوعي، كان يتم انتخاب الرئيس لفترة ولاية مدتها خمس سنوات من قبل الجمعية الوطنية الكبرى (GNA) بناءً على توصية من اللجنة المركزية للحزب الشيوعي الروماني وجبهة الوحدة الاشتراكية والديمقراطية، دون وجود حدود لفترات الولاية. كان تشاوتشيسكو هو الشخص الوحيد الذي شغل هذا المنصب تحت هذا النظام؛ حيث تم انتخابه من قبل الجمعية الوطنية الكبرى في عام 1974 وأعيد انتخابه في عام 1980 و1985، في كل مرة دون معارضة. استمر الرئيس في العمل كرئيس لمجلس الدولة بحكم منصبه، وكان لديه الحق في التصرف في أي مسألة لا تتطلب انعقادًا كاملًا لمجلس الدولة. كما كان يعين ويعفي الوزراء ورؤساء الوكالات المركزية. عندما لم تكن الجمعية الوطنية الكبرى منعقدة (في الواقع، لمعظم العام)، كان الرئيس يمكنه تعيين وإقالة رئيس المحكمة العليا والمدعي العام دون موافقة مجلس الدولة؛ بل لم يكن مطالبًا حتى باستشارة زملائه في مجلس الدولة عند اتخاذ مثل هذه القرارات. أنشأ تشاوتشيسكو المنصب لجعل نفسه صانع القرار الرئيسي اسميًا وواقعيًا. قبل ذلك، كان يعتبر رسميًا أولًا بين متساوين في مجلس الدولة، مستمدًا سلطته الحقيقية من قيادته للحزب الشيوعي. في الممارسة العملية، استخدم سلطته في التصرف في جميع المسائل التي لا تتطلب انعقادًا كاملًا للحكم بمرسوم. مع مرور الوقت، اغتصب أيضًا العديد من الصلاحيات التي تنتمي دستوريًا إلى مجلس الدولة ككل.

## القسم الرئاسي
بعد أن تعترف المحكمة الدستورية بشرعية الانتخابات، يجتمع مجلسا البرلمان في جلسة مشتركة. يؤدي الرئيس المنتخب القسم التالي، المحدد في المادة 82 من الدستور:
أقسم رسميًا بأنني سأكرس كل قوتي وأفضل ما لدي من قدرات لتحقيق الرفاهية الروحية والمادية للشعب الروماني، وأن أحترم الدستور وقوانين البلاد، وأن أدافع عن الديمقراطية، والحقوق والحريات الأساسية لمواطني، وسيادة رومانيا واستقلالها ووحدتها وسلامتها الإقليمية. فليكن الله في عوني!

## الصلاحيات والواجبات
بموجب دستور عام 1991، الذي تم تعديله في عام 2003، تم تقليص صلاحيات الرئيس مقارنة بعهد رومانيا الشيوعية؛ لا يزال المنصب يمارس تأثيرًا كبيرًا في إطار نظام حكم شبه رئاسي.
يتم تحديد واجبات الرئيس في الفصل الثالث، الباب الثاني من الدستور. هذه الواجبات ليست حصرية، ويتم استكمالها بأحكام دستورية وقانونية أخرى.
في الشؤون الداخلية:
- يجسد الدولة ويضمن استقلالها ووحدتها وسلامتها الإقليمية.
- يراقب احترام الدستور وسير عمل السلطات العامة.
- يعين رئيس الوزراء، بموافقة البرلمان (لا يمكن للرئيس إقالة رئيس الوزراء).
- يعين ويعفي الوزراء، بناءً على نصيحة رئيس الوزراء (يمكن رفض ترشيح رئيس الوزراء مرة واحدة فقط؛ في مثل هذه الحالات، لا يمكن لرئيس الوزراء إعادة تقديم نفس الترشيح لمنصب وزاري؛ لا يمكن للرئيس رفض تعيين مرشح ثاني مختلف).
- يستشير الحكومة في المسائل السياسية الكبرى.
- يرأس الحكومة عندما يتم مناقشة مسائل ذات أهمية وطنية تتعلق بالسياسة الخارجية، أو دفاع البلاد، أو النظام العام، وبناءً على طلب رئيس الوزراء، في حالات أخرى أيضًا.
- يخاطب البرلمان بشأن قضايا ذات أهمية وطنية.
- يوافق على مشاريع القوانين (يمكن للرئيس أن يطلب من البرلمان إعادة النظر في مشروع قانون مرة واحدة فقط).
- يحيل مشاريع القوانين إلى المحكمة الدستورية للمراجعة قبل الموافقة عليها.
- يدعو البرلمان للانعقاد بعد الانتخابات التشريعية.[5]
- يطلب عقد جلسات استثنائية للبرلمان.[6]
- يحل البرلمان (يمكن للرئيس حل البرلمان إذا لم يتم الحصول على تصويت بالثقة لتشكيل حكومة في غضون 60 يومًا بعد تقديم الطلب الأول، وفقط بعد رفض مرشحين على الأقل لرئاسة الوزراء).
- يدعو إلى استفتاءات (بعد التشاور مع البرلمان). هذه الاستفتاءات استشارية ويمكن للبرلمان اختيار عدم تنفيذ نتائجها. ومع ذلك، إذا كان الاستفتاء صالحًا (وهذا يتطلب أغلبية تصويت مؤيدة ومشاركة تزيد عن 30٪)، لا يمكن للبرلمان التشريع بشكل يتعارض مع نتيجة الاستفتاء.[7]

في الشؤون الخارجية:
- يقوم بزيارات دولة ورسمية وعملية إلى الخارج.
- يبرم المعاهدات الدولية التي تفاوضت عليها الحكومة ويقدمها إلى البرلمان للتصديق عليها.
- يعين ويعفي السفراء والمبعوثين الدبلوماسيين بناءً على نصيحة رئيس الوزراء ووزير الخارجية (اتباع هذه النصيحة ليس إلزاميًا).
- يستلم أوراق اعتماد المبعوثين الدبلوماسيين الأجانب.
- يوافق على إنشاء أو إغلاق أو تغيير رتبة البعثات الدبلوماسية.

في قضايا الدفاع:
- يمارس دور القائد الأعلى للقوات المسلحة.
- يرأس المجلس الأعلى للدفاع الوطني.
- يعلن تعبئة القوات المسلحة، بموافقة مسبقة من البرلمان (أو، في ظروف خاصة، بموافقة لاحقة).
- يتصرف لصد العدوان المسلح تجاه البلاد.
- يعلن حالة الحصار أو حالة الطوارئ (على المستوى الوطني أو المحلي، بموافقة لاحقة من البرلمان).

واجبات أخرى:
- يمنح الأوسمة وألقاب الشرف.
- يعين الرتب العسكرية العليا.
- يعين المناصب العامة كما ينص القانون.
- يمنح العفو الفردي.

في ممارسة مهامه، يصدر الرئيس مراسيم. يجب أن يتم التوقيع على المراسيم الصادرة بموجب المادة 91 (1) و(2)، والمادة 92 (2) و(3)، والمادة 93 (1)، والمادة 94 أ)، ب) و د) من الدستور من قبل رئيس الوزراء لكي تصبح سارية المفعول.

## العزل
يمكن تعليق الرئيس الحالي الذي ينتهك الدستور بشكل خطير من قبل البرلمان في جلسة مشتركة. إذا تم تمرير اقتراح التعليق، يتم الدعوة إلى استفتاء عزل في غضون 30 يومًا على الأكثر من التعليق.
إذا اتهم مجلس الشيوخ ومجلس النواب، في جلسة مشتركة، الرئيس بالخيانة العظمى، يتم تعليق الرئيس من صلاحياته وواجباته بحكم القانون. يتم الحكم على الاتهامات من قبل المحكمة العليا للقضاء. يتم إقالة الرئيس الحالي بحكم القانون إذا ثبتت إدانته بالخيانة العظمى.

### التاريخ
تم تنفيذ إجراء التعليق والعزل ثلاث مرات. كانت المرة الأولى تتعلق بالرئيس أيون إليسكو، بعد تصريح يتعلق بإعادة الممتلكات المصادرة بشكل غير قانوني خلال سنوات جمهورية رومانيا الاشتراكية إلى أصحابها الأصليين أو ورثتهم. لم ينجح هذا المحاولة الأولى في عام 1995 في الحصول على تصويت في البرلمان.
نجحت المحاولة الثانية، حيث تم تعليق ترايان باسيسكو، الذي كان يشغل المنصب اعتبارًا من أبريل 2007. أصبح أول رئيس يتم تعليقه بنجاح وأول من يواجه تصويتًا بالعزل أمام الشعب، بشأن قضايا تتعلق بأفعال غير دستورية مزعومة. تم عقد استفتاء العزل في 19 مايو 2007، ونجا باسيسكو من محاولة العزل. كانت النتيجة رفض الاقتراح بنسبة 24.94٪ مؤيدة مقابل 75.06٪ معارضة.
أدت المحاولة الثالثة إلى تعليق ناجح ثانٍ في يوليو 2012، مرة أخرى ضد ترايان باسيسكو. تم عقد الاستفتاء في 29 يوليو 2012، وكانت النتائج 88.7٪ مؤيدة و11.3٪ معارضة، مع نسبة مشاركة تم حسابها لتكون 46.24٪؛ أقل من عتبة 50٪ + صوت واحد المطلوبة في ذلك الوقت. لم تصدر المحكمة الدستورية حكمًا بشأن التحقق من صحة الاستفتاء في ذلك الوقت، مشيرة إلى مخالفات في القوائم الانتخابية الدائمة. في 21 أغسطس، اعتبرت المحكمة الاستفتاء غير صالح، ومرة أخرى نجح باسيسكو من الإقالة.

## الخلافة
إذا أصبح منصب الرئيس شاغرًا بسبب الاستقالة، أو العزل، أو العجز الدائم عن أداء واجبات المنصب، أو الوفاة أثناء تولي المنصب، يتولى رئيس مجلس الشيوخ أو رئيس مجلس النواب، بهذا الترتيب، منصب الرئيس المؤقت لرومانيا لا يتخلى أي منهما عن منصبه كرئيس لمجلسه التشريعي المعني طوال مدة الخلافة المؤقتة. لا يمكن للرئيس المؤقت أن يخاطب البرلمان، أو يحل البرلمان، أو يدعو إلى استفتاء (يتم الدعوة إلى استفتاء العزل بعد اقتراح التعليق من قبل البرلمان). لا يمكن أن يكون شغور المنصب أطول من ثلاثة أشهر. بينما يكون الرئيس معلقًا، لا يعتبر المنصب شاغرًا.

## القائمة

### الممالك المتحدة(1859-1881)
| دومنيتور | دومنيتور | دومنيتور                                          | دومنيتور              | عهد            | عهد                    | عهد                | مطالبة                                                                                       |
| الرقم    | لَوحَة     | الاسم (الميلاد - الوفاة)                          | منزل                  | بداية عهد      | نهاية عهد              | مدة                | مطالبة                                                                                       |
| -------- | -------- | ------------------------------------------------- | --------------------- | -------------- | ---------------------- | ------------------ | -------------------------------------------------------------------------------------------- |
| 1        |          | ألكسندر يوحنا كوزا 1820–1873 (عاش: 53 عامًا)       | كوزا                  | 24 يناير 1859  | 22 فبراير 1866 (تنازل) | 7 سنوات و29 أيام   | حكم سابقًا كأمير والاشيا ومولدافيا (في اتحاد شخصي من عام 1859 حتى التوحيد الرسمي في عام 1862) |
| —        |          | لاسكار قاطرجي 1823–1899 (عاش: 75 عامًا)            | —                     | 22 فبراير 1866 | 20 أبريل 1866          | 57 أيام            | الملازم الأميري [locotenența domnească (1866)]                                               |
| —        |          | فريق أول نيكولاى جوليسكو 1810–1877 (عاش: 67 عامًا) | —                     | 22 فبراير 1866 | 20 أبريل 1866          | 57 أيام            | الملازم الأميري [locotenența domnească (1866)]                                               |
| —        |          | عقيد نيكولاى هارالامبى 1835–1908 (عاش: 72 سنة)    | —                     | 22 فبراير 1866 | 20 أبريل 1866          | 57 أيام            | الملازم الأميري [locotenența domnească (1866)]                                               |
| 2        |          | كارول الأول 1839–1914 (عاش: 75 سنة)               | هوهنتسولرن زيغمارينغن | 20 أبريل 1866  | 15 مارس 1881           | 14 سنوات و329 أيام | استفتاء عام 1866                                                                             |

### مملكة رومانيا(1881-1947)
| الملك | الملك | الملك                                                  | الملك                 | عهد            | عهد                    | عهد                | مطالبة                    |
| الرقم | لَوحَة  | الاسم (الميلاد - الوفاة)                               | منزل                  | بداية عهد      | نهاية عهد              | الوقت في المكتب    | مطالبة                    |
| ----- | ----- | ------------------------------------------------------ | --------------------- | -------------- | ---------------------- | ------------------ | ------------------------- |
| 1     |       | كارول الأول 1839–1914 (عاش: 75 سنة)                    | هوهنتسولرن زيغمارينغن | 15 مارس 1881   | 10 أكتوبر 1914         | 33 سنوات و209 أيام | حكم سابقا باسم دومنيتور   |
| 2     |       | فرديناند الأول ملك رومانيا 1865–1927 (عاش: 61 سنة)     | هوهنتسولرن زيغمارينغن | 10 أكتوبر 1914 | 20 يوليو 1927          | 12 سنوات و283 أيام | ابن شقيق كارول الأول      |
| 3     |       | ميخائيل ملك رومانيا 1921–2017 (عاش: 96 سنة)            | هوهنتسولرن زيغمارينغن | 20 يوليو 1927  | 8 يوليو 1930 (مخلوع)   | 2 سنوات و323 أيام  | حفيد فرديناند الأول       |
| —     |       | الأمير نيكولاس 1903–1978 (عاش: 74 سنة)                 | هوهنتسولرن زيغمارينغن | 20 يوليو 1927  | 8 يوليو 1930 (استقال)  | 2 سنوات و323 أيام  | مجلس الوصاية لمايكل الأول |
| —     |       | البطريرك ميرون كريستيا 1868–1939 (عاش: 70 سنة)         | —                     | 20 يوليو 1927  | 8 يوليو 1930 (استقال)  | 2 سنوات و323 أيام  | مجلس الوصاية لمايكل الأول |
| —     |       | جورجي بوزدوجان 1867–1929 (عاش: 62 سنة)                 | —                     | 20 يوليو 1927  | 7 أكتوبر 1929 (مات)    | 2 سنوات و79 أيام   | مجلس الوصاية لمايكل الأول |
| —     |       | قسطنطين ساراتشينو [الإنجليزية] 1862–1935 (عاش: 72 سنة) | —                     | 9 أكتوبر 1929  | 8 يوليو 1930 (استقال)  | 242 أيام           | مجلس الوصاية لمايكل الأول |
| 4     |       | كارول الثاني 1893–1953 (عاش: 59 سنة)                   | هوهنتسولرن زيغمارينغن | 8 يوليو 1930   | 6 سبتمبر 1940 (تنازل)  | 10 سنوات و90 أيام  | ابن فرديناند الأول        |
| (3)   |       | ميخائيل ملك رومانيا 1921–2017 (عاش: 96 سنة)            | هوهنتسولرن زيغمارينغن | 6 سبتمبر 1940  | 30 ديسمبر 1947 (تنازل) | 7 سنوات و115 أيام  | ابن كارول الثاني          |
| —     |       | مارشال يون أنتونيسكو 1882–1946 (عاش: 63 سنة)           | —                     | 6 سبتمبر 1940  | 23 أغسطس 1944 (مخلوع)  | 3 سنوات و352 أيام  | الزعيم مع مايكل الأول     |

### جمهورية رومانيا الشعبية / جمهورية رومانيا الاشتراكية(1947–1989)
الحالة
| رئيس الدولة | رئيس الدولة    | رئيس الدولة                                 | الوقت في المنصب | الوقت في المنصب    | الوقت في المنصب                        | الوقت في المنصب                  | الحزب السياسي     | المنصب                                 |
| الرقم       | الصورة         | الإسم (الميلاد- الوفاة)                     | انتخاب          | تولى منصبه         | ترك المكتب                             | الوقت في المكتب                  | الحزب السياسي     | المنصب                                 |
| ----------- | -------------- | ------------------------------------------- | --------------- | ------------------ | -------------------------------------- | -------------------------------- | ----------------- | -------------------------------------- |
| 1           |                | قسطنطين ايون بارهون 1874–1969 (عاش: 94 سنة) | 1947            | 30 ديسمبر 1947     | 13 أبريل 1948                          | 105 أيام                         | حشر               | رئيس الهيئة الرئاسية المؤقتة للجمهورية |
| 1           | 1948           | قسطنطين ايون بارهون 1874–1969 (عاش: 94 سنة) | 13 أبريل 1948   | 12 يونيو 1952      | 4 سنوات و60 أيام                       | رئيس هيئة الجمعية الوطنية الكبرى | حشر               |                                        |
| 2           |                | بيترو جروزا 1884–1958 (عاش: 73 سنة)         | 1952            | 12 يونيو 1952      | 7 يناير 1958 (Died)                    | رئيس هيئة الجمعية الوطنية الكبرى | 5 سنوات و209 أيام | جب (1952–1953) مستقل (1953–1958)       |
| —           |                | ميخائيل سادوفينو 1880–1961 (عاش: 80 سنة)    | —               | 7 يناير 1958       | 11 يناير 1958                          | 4 أيام                           | حشر               | رؤساء هيئة الجمعية الوطنية الكبرى      |
| —           |                | انطون مويسيسكو 1913–2002 (عاش: 88 سنة)      | —               | 7 يناير 1958       | 11 يناير 1958                          | 4 أيام                           | حشر               | رؤساء هيئة الجمعية الوطنية الكبرى      |
| 3           |                | أيون جورجي مورير 1902–2000 (عاش: 97 سنة)    | 1958            | 11 يناير 1958      | 21 مارس 1961                           | 3 سنوات و69 أيام                 | حشر               | رئيس هيئة الجمعية الوطنية الكبرى       |
| 4           |                | جورج جورجيو ديج 1901–1965 (عاش: 63 سنة)     | 1961            | 21 مارس 1961       | 19 مارس 1965 (مات)                     | 3 سنوات و363 أيام                | حشر               | رئيس مجلس الدولة                       |
| —           |                | أيون جورجي مورير 1902–2000 (عاش: 97 سنة)    | —               | 19 مارس 1965       | 24 مارس 1965                           | 5 أيام                           | حشر               | رؤساء مجلس الدولة                      |
| —           |                | ستيفان فويتيك 1900–1984 (عاش: 84 سنة)       | —               | 19 مارس 1965       | 24 مارس 1965                           | 5 أيام                           | حشر               | رؤساء مجلس الدولة                      |
| —           |                | أفرام بوناسيو 1909–1983 (عاش: 73 سنة)       | —               | 19 مارس 1965       | 24 مارس 1965                           | 5 أيام                           | حشر               | رؤساء مجلس الدولة                      |
| 5           |                | شيفو ستويكا 1908–1975 (عاش: 68 سنة)         | 1965            | 24 مارس 1965       | 9 ديسمبر 1967 (استقال)                 | 2 سنوات و260 أيام                | حشر               | رئيس مجلس الدولة                       |
| 6           |                | نيكولاي تشاوتشيسكو 1918–1989 (عاش: 71 سنة)  | 1967            | 9 ديسمبر 1967      | 22 ديسمبر 1989 (الثورة الرومانية 1989) | 22 سنوات و13 أيام                | حشر               | رئيس مجلس الدولة                       |
| 6           | 1974 1980 1985 | نيكولاي تشاوتشيسكو 1918–1989 (عاش: 71 سنة)  | 28 مارس 1974    | 15 سنوات و269 أيام | 22 ديسمبر 1989 (الثورة الرومانية 1989) | رئيس رومانيا                     | حشر               |                                        |

### الأمين العاملـحزب العمال الروماني / الحزب الشيوعي الروماني
| الأمين العام | الأمين العام  | الأمين العام                               | الوقت في المنصب                        | الوقت في المنصب        | الوقت في المنصب    | المنصب                                 |
| الرقم        | الصورة        | الإسم (الميلاد- الوفاة)                    | انتخاب                                 | تولى منصبه             | ترك المكتب         | المنصب                                 |
| ------------ | ------------- | ------------------------------------------ | -------------------------------------- | ---------------------- | ------------------ | -------------------------------------- |
| 1            |               | جورج جورجيو ديج 1901–1965 (عاش: 63 سنة)    | 16 أكتوبر 1945                         | 19 أبريل 1954          | 8 سنوات و185 أيام  | الأمين العام لـ الحزب الشيوعي الروماني |
| 1            | فبراير 1948   | جورج جورجيو ديج 1901–1965 (عاش: 63 سنة)    | الأمين العام لـ حزب العمال الروماني    | 19 أبريل 1954          | 8 سنوات و185 أيام  |                                        |
| 2            |               | غيورغي أبوستول 1913–2010 (عاش: 97 سنة)     | 19 أبريل 1954                          | 30 سبتمبر 1955         | 1 سنة و164 أيام    | السكرتير الأول لـ حزب العمال الروماني  |
| (1)          |               | جورج جورجيو ديج 1901–1965 (عاش: 63 سنة)    | 30 سبتمبر 1955                         | 19 مارس 1965 (مات)     | 9 سنوات و170 أيام  | السكرتير الأول لـ حزب العمال الروماني  |
| 3            |               | نيكولاي تشاوتشيسكو 1918–1989 (عاش: 71 سنة) | 22 مارس 1965                           | 22 ديسمبر 1989 (مخلوع) | 24 سنوات و275 أيام | السكرتير الأول لـ حزب العمال الروماني  |
| 3            | 24 يوليو 1965 | نيكولاي تشاوتشيسكو 1918–1989 (عاش: 71 سنة) | الأمين العام لـ الحزب الشيوعي الروماني | 22 ديسمبر 1989 (مخلوع) | 24 سنوات و275 أيام |                                        |

### رومانيا المعاصرة(1989 إلى الوقت الحاضر)
يحظر دستور رومانيا على الرئيس أن يكون عضوًا في أي حزب أثناء توليه منصبه. تمثل الأحزاب المدرجة أدناه الانتماء السياسي قبل اعتماد دستور 1991 والانتماء الحزبي إلى مؤقت (أي التمثيل) الرؤساء، الذين لم ينص القانون صراحة على مثل هذا القيد.
الحالة
| رئيس الدولة | رئيس الدولة | رئيس الدولة                                          | الوقت في المنصب      | الوقت في المنصب        | الوقت في المنصب           | الوقت في المنصب                 | الحزب السياسي     | المنصب                                    |
| الرقم       | الصورة      | الإسم (الميلاد- الوفاة)                              | انتخاب               | تولى منصبه             | ترك المكتب                | الوقت في المكتب                 | الحزب السياسي     | المنصب                                    |
| ----------- | ----------- | ---------------------------------------------------- | -------------------- | ---------------------- | ------------------------- | ------------------------------- | ----------------- | ----------------------------------------- |
| —           |             | مجلس جبهة الإنقاذ الوطنيالمتحدث الرسمي: إيون إيليسكو | —                    | 22 ديسمبر 1989         | 26 ديسمبر 1989            | 4 أيام                          | جإو               | رئيس الدولة الجماعي                       |
| 2           |             | إيون إيليسكو من مواليد 1930 (95 سنة)                 | -                    | 26 ديسمبر 1989         | 6 شباط (فبراير) 1990      | 42 أيام                         | جإو               | رئيس مجلس جبهة الإنقاذ الوطني             |
| 2           | 1990        | إيون إيليسكو من مواليد 1930 (95 سنة)                 | 6 شباط (فبراير) 1990 | 20 حزيران (يونيو) 1990 | 134 أيام                  | رئيس مجلس الوحدة الوطنية المؤقت | جإو               |                                           |
| 2           | 1990        | إيون إيليسكو من مواليد 1930 (95 سنة)                 | 20 يونيو 1990        | 7 أبريل 1992           | 1 سنة و292 أيام           | رئيس رومانيا                    | جإو               |                                           |
|             | 1990        | إيون إيليسكو من مواليد 1930 (95 سنة)                 | 7 أبريل 1992         | 11 أكتوبر 1992         | 187 أيام                  | رئيس رومانيا                    | جإود              |                                           |
|             | 1992        | إيون إيليسكو من مواليد 1930 (95 سنة)                 | 11 أكتوبر 1992       | 29 نوفمبر 1996         | 4 سنوات و49 أيام          | رئيس رومانيا                    | حدا               |                                           |
| 3           |             | إميل كونستانتينسكو مواليد 1939 (85 سنة)              | 1996                 | 29 نوفمبر 1996         | 20 ديسمبر 2000            | رئيس رومانيا                    | 4 سنوات و21 أيام  | حفودم                                     |
| (2)         |             | إيون إيليسكو مواليد 1930 (95 سنة)                    | 2000                 | 20 ديسمبر 2000         | 20 ديسمبر 2004            | رئيس رومانيا                    | 4 سنوات و0 أيام   | حدا                                       |
| 4           |             | ترايان باسيسكو مواليد 1951 (73 سنة)                  | 2004                 | 20 ديسمبر 2004         | 20 أبريل 2007 (سحب الثقة) | رئيس رومانيا                    | 2 سنوات و121 أيام | حد                                        |
| —           |             | نيكولاى فاكارويو مواليد 1943 (81 سنة)                | —                    | 20 أبريل 2007          | 23 مايو 2007              | 33 أيام                         | حدا               | بالنيابة رئيس رومانيا (كرئيس مجلس الشيوخ) |
| (4)         |             | ترايان باسيسكو مواليد 1951 (73 سنة)                  | 2009                 | 23 مايو 2007 (أعيد)    | 10 July 2012 (سحب الثقة)  | 5 سنوات و48 أيام                | حد                | رئيس رومانيا                              |
| —           |             | كرين انتونيسكو مواليد 1959 (65 سنة)                  | —                    | 10 يوليو 2012          | 27 أغسطس 2012             | 48 أيام                         | حلقر              | بالنيابة رئيس رومانيا (كرئيس مجلس الشيوخ) |
| (4)         |             | ترايان باسيسكو مواليد 1951 (73 سنة)                  | —                    | 27 أغسطس 2012 (أعيد)   | 21 ديسمبر 2014            | 2 سنوات و116 أيام               | حدل               | رئيس رومانيا                              |
| 5           |             | كلاوس يوهانيس مواليد 1959 (65 سنة)                   | 2014 2019            | 21 ديسمبر 2014         | الحالي                    | 10 سنوات و80 أيام               | حلقر              | رئيس رومانيا                              |

## الانتخابات الأخيرة

أداء المرشحين من PSD، PNL و PD/PDL في الجولة الأولى من الانتخابات الرئاسية الرومانية، 2000─2024

| المرشح                            | المرشح                          | الحزب                             | الجولة الأولى | الجولة الأولى | الجولة الثانية | الجولة الثانية |
| المرشح                            | المرشح                          | الحزب                             | الأصوات       | %             | الأصوات        | %              |
| --------------------------------- | ------------------------------- | --------------------------------- | ------------- | ------------- | -------------- | -------------- |
|                                   | كالين جورجيوسكو                 | مستقل                             | 2٬120٬401     | 22.94         | 0              | –              |
|                                   | إيلينا لاسكوني                  | اتحاد إنقاذ رومانيا               | 1٬772٬500     | 19.18         | 0              | –              |
|                                   | مارسيل سيولاكو                  | الحزب الديمقراطي الاجتماعي        | 1٬769٬760     | 19.15         |                |                |
|                                   | جورج سيميون                     | تحالف اتحاد الرومانيين            | 1٬281٬325     | 13.86         |                |                |
|                                   | نيكولاي تشوكا                   | الحزب الوطني الليبرالي            | 811٬952       | 8.79          |                |                |
|                                   | ميرتشا جيوانا                   | مستقل (رومانيا تبعث)              | 583٬898       | 6.32          |                |                |
|                                   | هونور كيليمن                    | التحالف الديمقراطي للمجريين       | 416٬353       | 4.50          |                |                |
|                                   | كريستيان دياقونيسكو             | مستقل                             | 286٬842       | 3.10          |                |                |
|                                   | كريستيان تيرهيش                 | حزب المحافظين الوطنيين الرومانيين | 95٬782        | 1.04          |                |                |
|                                   | آنا بيرتشال                     | مستقل                             | 42٬853        | 0.46          |                |                |
|                                   | لودوفيك أوربان                  | قوة اليمين                        | 20٬089        | 0.22          |                |                |
|                                   | سيبيستيان بوبيسكو               | حزب رومانيا الجديدة               | 14٬683        | 0.16          |                |                |
|                                   | ألكسندرا باكورارو               | بديل للكرامة الوطنية              | 14٬502        | 0.16          |                |                |
|                                   | سيلفيو بريدويو                  | حزب رابطة العمل الوطني            | 11٬246        | 0.12          |                |                |
| المجموع                           | المجموع                         | المجموع                           | 9٬242٬186     | 100.00        | 0              | –              |
|                                   |                                 |                                   |               |               |                |                |
| الأصوات الصحيحة                   | الأصوات الصحيحة                 | الأصوات الصحيحة                   | 9٬242٬186     | 97.64         |                |                |
| الأصوات الباطلة والفارغة          | الأصوات الباطلة والفارغة        | الأصوات الباطلة والفارغة          | 223٬071       | 2.36          |                |                |
| مجموع الأصوات                     | مجموع الأصوات                   | مجموع الأصوات                     | 9٬465٬257     | 100.00        |                |                |
| الناخبين المسجلين ومعدل الإقبال   | الناخبين المسجلين ومعدل الإقبال | الناخبين المسجلين ومعدل الإقبال   | 18٬008٬480    | 52.56         | 18٬008٬480     | –              |
| المصدر: الهيئة الانتخابية الدائمة |                                 |                                   |               |               |                |                |

## روابط خارجية
- الموقع الرسمي لرئاسة رومانيا